# Jigme Khesar Namgyel Wangchuck
Jigme Khesar Namgyel Wangchuck (dzongkha འཇིགས་མེད་ཁེ་སར་རྣམ་རྒྱལ་དབང་ཕྱུག; ur. 21 lutego 1980) – król Bhutanu od 14 grudnia 2006, koronowany 6 listopada 2008, piąty monarcha z dynastii Wangchuck, od 13 października 2011 żonaty z Dziecyn Pemą.

## Życiorys

### Rodzina i edukacja
Król Jigme Khesar Namgyel Wangchuck jest najstarszym synem poprzedniego władcy Jigme Singye Wangchucka, który zrezygnował z tronu na rzecz syna. Nowo ukoronowany król jest synem trzeciej żony Jigme Singye, królowej Cering Jandon.
Król ma liczne rodzeństwo, młodszą siostrę i brata oraz cztery przyrodnie siostry i trzech przyrodnich braci z pozostałych trzech związków ojca (wszystkie cztery żony ojca są siostrami).
Po zakończeniu podstawowej edukacji w Bhutanie, Namgyal kontynuował naukę w USA. Najpierw kształcił się w szkole prywatnej Cushing Academy (ulokowanej w północnym Massachusetts na granicy z New Hampshire), a następnie w Wheaton College (także w Massachusetts, pomiędzy Bostonem a Providence). Po otrzymaniu licencjatu w Wheaton College, studiował nauki polityczne w Anglii na Oxford University.
Jako książę, następca tronu odbywał liczne podróże zagraniczne, reprezentując oficjalnie Bhutan na międzynarodowych ceremoniach. Odgrywał również aktywną rolę w działalności wielu instytucji kulturalnych i ekonomicznych.

### Król Bhutanu
W grudniu 2005 król Jigme Singye Wangchuck ogłosił zamiar swej abdykacji na rzecz syna w 2008 oraz początek prac nad pierwszą w historii kraju konstytucją, na mocy której możliwe byłyby wybory do parlamentu w 2008.
Jako następca tronu, Jigme Khesar Namgyel Wangchuck w czerwcu 2006 uczestniczył w obchodach 60. rocznicy rządów króla Tajlandii, Bhumibola Adulyadeja. Był najmłodszym z gości i zyskał niezwykłą popularność i uznanie. Prasa tajska określiła go nawet mianem księcia z Bajki (Prince Charming).
14 grudnia 2006 Jigme Singye Wangchuck ogłosił natychmiastową abdykację i przekazanie władzy najstarszemu synowi.
Nowy król wprowadził w kraju demokratyczne reformy i zatwierdził nową konstytucję. Zniósł zakaz działalności partii politycznych. W kwietniu 2007 w Bhutanie odbyły się próbne wybory, w których obywatele mogli po raz pierwszy w historii zagłosować, choć tym razem tylko na cztery fikcyjne partie polityczne. Była to dla nich swoista lekcja demokracji. W marcu 2008 odbyły się już prawdziwe wybory parlamentarne do Zgromadzenia Narodowego.
W lutym 2007 król odbył swoją pierwszą zagraniczną podróż do Indii, w czasie której spotkał się z premierem Manmohanem Singhem i 8 lutego 2007 podpisał nowy traktat o współpracy z Indiami, który dawał Bhutanowi większą niezależność w dziedzinie polityki zagranicznej i wojskowej.
Uroczysta koronacja króla odbyła się 6 listopada 2008 w pałacu królewskim w Thimphu. Data ta została wcześniej wybrana przez troje wybitnych astrologów jako najbardziej pomyślna dla wydarzenia tej rangi. Ceremonia składała się z wielowiekowych, ludowych i pełnych ekspresji rytuałów. Uczestniczyli w niej zagraniczni goście, m.in. prezydent Indii Pratibha Patil, minister spraw zagranicznych Pranab Mukherjee, przewodnicząca Indyjskiego Kongresu Narodowego Sonia Gandhi oraz gwiazdy Bollywoodu. Wokół królewskiego pałacu licznie zgromadzili się Bhutańczycy ubrani w narodowe stroje.
Młody, przystojny król cieszy się w Bhutanie dużą popularnością. Z racji zagranicznych podróży i zagranicznej edukacji znany jest także poza Bhutanem. W maju 2011 król ogłosił zamiar zawarcia związku małżeńskiego z Dziecyn Pemą. Uroczysty ślub odbył się 13 października 2011.
W czasie jego rządów powstała zbrojna opozycja skupiona wokół Bhutańskiej Partii Komunistycznej (Marksistowsko-Leninowsko-Maoistowskiej) i jej zbrojnego ramienia Tygrysów Bhutanu.
5 lutego 2016 parze królewskiej urodził się syn i następca tronu – Jigme Namgyel Wangchuck. 19 marca 2020 parze królewskiej urodził się drugi syn – Jigme Ugyen Wangchuck.